# 레이철 블레이크
레이철 블레이크(Rachael Blake, 1971년 5월 26일 ~ )는 오스트레일리아의 배우이다.

## 출연 작품
- 브레스 (2017)
- 갓 오브 이집트 (2016)
- 트루스 (2015)
- 멜로디: 대리모의 위험한 선택 (2014)
- 마이 미스트리스 (2014)
- 슬리핑 뷰티 (2011)
- 체리 트리 레인 (2010)
- 핀프릭 (2009)
- 썸머 (2008)
- 톰 화이트 (2004)
- 퍼펙트 스트레인저 (2003)
- 란타나 (2001)
- 터뷸런스 4 (2000)
- 나 홀로 PC (1997)
- 홈 앤 어웨이 (1988)